# Карлос Пеусельє
Карлос Пеусельє (ісп. Carlos Peucelle, нар. 13 вересня 1908, Буенос-Айрес — пом. 1 квітня 1990, Буенос-Айрес) — аргентинський футболіст, що грав на позиції нападника, зокрема, за клуб «Рівер Плейт», а також національну збірну Аргентини. По завершенні ігрової кар'єри — тренер.
У складі збірної — дворазовий чемпіон Південної Америки, а також учасник і фіналіст першого чемпіонату світу 1930 року.

## Клубна кар'єра
Народився 13 вересня 1908 року в Буенос-Айресі. Вихованець юнацьких команд футбольних клубів «Бока Хуніорс», «Спортіво Барракас» і «Сан-Тельмо». У дорослому футболі дебютував 1925 року виступами за останню команду клубу «Сан Тельмо», в якій провів два сезони. 
Протягом 1927—1930 років захищав кольори команди клубу «Спортіво Буенос-Айрес».
1931 року перейшов до «Рівер Плейт», за який відіграв одинадцять сезонів. Більшість часу, проведеного у складі «Рівер Плейта», був основним гравцем атакувальної ланки команди. У складі «Рівер Плейта» був одним з головних бомбардирів команди, маючи середню результативність на рівні 0,35 голу за гру першості. За цей час чотири рази виборював титул чемпіона Аргентини. Завершив професійну кар'єру футболіста виступами за команду «Рівер Плейт» у 1941 році.

## Виступи за збірну
1928 року дебютував в офіційних матчах у складі національної збірної Аргентини. Протягом кар'єри у національній команді, яка тривала 13 років, провів у формі головної команди країни лише 29 матчів, забивши 12 голів.
У складі збірної брав участь у домашньому і переможному для аргентинців чемпіонаті Південної Америки 1929 року.
Наступного року був учасником першого чемпіонату світу, що проходив в Уругваї, де разом з командою здобув «срібло». На мундіалі взяв участь у чотирьох матчах, включаючи програний господарям турніру фінал, в якому забив перший гол своєї команди. Також став автором дубля у півфінальній грі проти збірної США (перемога 6:1).
На чемпіонаті Південної Америки 1937 року, який знову проходив в Аргентині, здобув свій другий титул континентального чемпіона.

## Кар'єра тренера
Після завершення ігрової кар'єри став футбольним тренером, зокрема двічі, в середині 1940-х і середині 1960-х очолював тренерський штаб свого «рідного» «Рівер Плейт».
Також працював з командами колумбійського «Депортіво Калі», костариканської «Сапрісси», перуанського «Спортінг Крістал», парагвайської «Олімпії» (Асунсьйон) та на батьківщині із «Сан-Лоренсо».
Помер 1 квітня 1990 року на 82-му році життя в Буенос-Айресі.

## Титули і досягнення
- Чемпіон Південної Америки (2):

 Аргентина: 1929, 1937
- Чемпіон Аргентини (4):

«Рівер Плейт»:  1932, 1936, 1937, 1941
- Віце-чемпіон світу: 1930
- Чемпіон Південної Америки: 1929